# Kernkraftwerk Borssele

Das Kernkraftwerk Borssele (niederländisch Kerncentrale Borssele, KCB) ist das letzte noch kommerziell betriebene von zwei Kernkraftwerken in den Niederlanden. Betreiber ist die Elektriciteits-Productiemaatschappij Zuid-Nederland (EPZ). Eigentümer sind seit Oktober 2011 zu 70 Prozent der kommunale niederländische Energieversorger Delta und zu 30 Prozent der deutsche Energieversorgungskonzern RWE. Ursprünglich waren Delta und Essent zu jeweils 50 Prozent beteiligt. Nach der Übernahme von Essent durch RWE im Jahr 2009 sollte aber der staatliche Einfluss beibehalten bleiben. Der Anteil von Essent an dem Kernkraftwerk durfte daher zunächst nicht von RWE übernommen werden.

## Lage
Es steht am Ufer der Westerschelde in der Provinz Zeeland. Das Kraftwerk trägt den Namen des benachbarten Dorfs Borssele, das zur Gemeinde Borsele gehört. Die Entfernung zur Grenze zwischen Deutschland und den Niederlanden beträgt mindestens 160 Kilometer.

## Reaktor
Der Druckwasserreaktor wurde von der Kraftwerk Union errichtet. Baubeginn für den Reaktor war am 1. Juli 1969. Er wurde am 20. Juni 1973 zum ersten Mal kritisch. Am 4. Juli 1973 fand die Netzsynchronisation statt und am 26. Oktober 1973 ging der Reaktor in den kommerziellen Betrieb. Anlass für den Bau war ein Liefervertrag der PZEM mit dem französischen Konzern Pechiney, der 1969 im benachbarten Vlissingen eine Aluminiumfabrik errichtet hatte und große Mengen Energie zu niedrigen Preisen benötigte.
Die Nettoleistung beträgt 482 Megawatt, die Bruttoleistung 515 MW. In den 1990er Jahren wurde das Kraftwerk modernisiert.

## Störfälle
Im November 1996 kam es im Kraftwerk zu einem Störfall der Stufe 2 (INES).

## Stilllegung
1994 beschloss die niederländische Regierung, das Kernkraftwerk bis spätestens 2004 zu schließen. 2002 entschied jedoch ein Gericht, dass das Kraftwerk den Betrieb fortsetzen könne. Die neue Regierung Balkenende hob den Schließungsbeschluss 2003 auf und verwies auf die im Kyoto-Protokoll eingegangenen Verpflichtungen zur Reduzierung des CO2-Ausstoßes. Im Januar 2006 wurde bekannt, dass das Kraftwerk aus diesem Grunde bis zum Jahr 2034 weiterbetrieben werden soll. Nach dem Koalitionsvertrag der Stand 2022 regierenden Koalition soll die Laufzeit noch darüber hinaus verlängert werden.

## Planungen für einen zweiten Block
Das Unternehmen Delta Energy BV leitete am 25. Juni 2009 ein Verfahren ein, das zu einem Baugesuch für einen zweiten Kernkraftwerksblock in Borssele führen sollte. Beim Ministerium für Umwelt und Raumplanung wurde eine sogenannte Startnotiz eingereicht. Damit wurde das Bewilligungsverfahren für einen neuen Kernkraftwerksblock eingeleitet. Das Baubewilligungsgesuch sollte 2012 vorgelegt werden. Ein Jahr später hätte dann der Bau beginnen und der Block ab 2018 in Betrieb gehen können. Die Baukosten wurden auf vier bis fünf Milliarden Euro geschätzt. Der Reaktortyp war noch nicht bekannt. Am 10. September 2008 wurde von der Delta angekündigt, dass sie einen neuen Kernkraftwerksblock mit einer Leistung von 1000–1600 MW errichten wolle. Der Miteigentümer RWE wollte sich an dem Neubau beteiligen.
Um den genauen Standort des KKW festzulegen, wurde im Vorfeld eine Umweltverträglichkeitsprüfung durchgeführt (vom niederländischen Minister für Wirtschaft, Landwirtschaft und Innovation (EL&I) und der niederländischen Ministerin für Infrastruktur und Umwelt (IenM)). Im Rahmen dieser Prüfung lag ein Grundlagenpapier aus, zu dem auch jeder Bürger in Nordrhein-Westfalen bis zum 12. Januar 2012 Stellung nehmen konnte.
In den Niederlanden gibt es zwei potenzielle Vorhabensträger, die beide einen Antrag zum Bau eines neuen Kernkraftwerks (KKW) gestellt hatten: Delta Energy BV (Delta) und Energy Resources Holding BV (ERH). Beide Anträge bezogen sich auf den KKW-Standort Borssele.
Im Januar 2012 teilte Delta mit, dass die Baupläne ausgesetzt würden. Ursache seien die niedrigen Energiepreise, die Unsicherheit über die Zukunft des europäischen Emissionshandels, die durch die Finanzkrise erschwerten Investitionsbedingungen und Überkapazitäten am Strommarkt. Die Kosten für den Block wurden mit 5–7 Mrd. Euro beziffert. Weitere Aspekte waren die Nuklearkatastrophe von Fukushima 2011, die Tatsache, dass Kernkraftwerk-Neubauten in Europa (namentlich der EPR im Kernkraftwerk Olkiluoto und im KKW Flamanville) viel länger dauerten und viel teurer wurden als geplant, und die Tatsache, dass die Investitionskosten pro Megawatt bei Windkraftanlagen kontinuierlich gesunken waren.

## Dritter Block oder Ende der Ausbaupläne?
Die Landesregierung NRW teilte am 25. Oktober 2010 mit, dass auch ein dritter Block geplant sei. Kurz darauf teilte die Provinz Zeeland mit, dass sie einen dritten KKW-Block ablehnt.
Im April 2011 wurde eine Untersuchung des Planungsbüros 'Arcadis' bekannt, dass auf dem heutigen Gelände nicht genug Platz für einen weiteren Kraftwerksblock sei.
Die Nuklearkatastrophe von Fukushima hat seit März 2011 auch in den Niederlanden neue Diskussionen über die Energiepolitik bzw. über einen Atomausstieg ausgelöst.
Auch die fehlende Rentabilität eines Neubaus und dessen teurer Rückbau waren offenbar Faktoren für die Abkehr von den Neubauplänen. So zeichnete sich Anfang 2012 der Rückzug der Stromkonzerne RWE und EDF aus der Finanzierung für einen zweiten Block ab, was am 24. Januar zur Aussetzung der Baupläne führte.
Am 1. Dezember 2022 wurde ein Beschluss des Kabinetts Rutte IV bekannt, dass bis 2035 zwei Blöcke der Generation III+ errichtet werden sollen. Als Anschubfinanzierung sind etwa 5 Mrd. € vorgesehen. Angestrebt wird ein Nuklearanteil an der Stromerzeugung von 11–15 % im Jahre 2035.
Rob Jetten (Partei D66), Minister für Klima und Energie, schrieb im Dezember 2022 dem Parlament, endgültig könne die Ortswahl für die neuen Kernreaktoren frühestens Ende 2024 fallen. Denn zunächst stehe eine Untersuchung über die Umweltfolgen an, wegen internationaler Verträge auch im Ausland, wenn die Folgen grenzüberschreitend seien.
Das Kernkraftwerk Borssele (aus dem Jahr 1973) sollte eigentlich 2033 schließen; es soll nun aber weiterlaufen. Dies stand schon im Koalitionsvertrag (zwischen VVD, D66, CDA und Christenunion) und wurde im Dezember 2022 vom Kabinett bestätigt. Sozialdemokraten und Grüne sind gegen Kernenergie. Nach dem Regierungswechsel 2024 näherte die neue Regierung die geplante Inbetriebnahme der Realität an und  verschob sie von 2035 auf 2040. Stand November 2024 waren EDF, KHNP und Westinghouse im Rennen.

## Weitere Kernreaktoren in den Niederlanden
Seit der Schließung des Kernkraftwerks Dodewaard (Provinz Gelderland) 1997 ist Borssele der letzte verbliebene kommerzielle Kernreaktor des Landes. Daneben gibt es zwei Forschungsreaktoren: einen im Kernforschungszentrum Petten (Noord-Holland) und einen an der Technischen Universität Delft.

## Weitere Anlagen auf dem Gelände
Zum Gelände des Kernkraftwerks gehören außerdem ein Kohlekraftwerk und das Covra (Centrale organisatie voor radioactief afval), ein Zwischenlager für abgebrannte Brennelemente.

## Daten des Reaktorblocks
Das Kernkraftwerk Borssele hat einen Block:

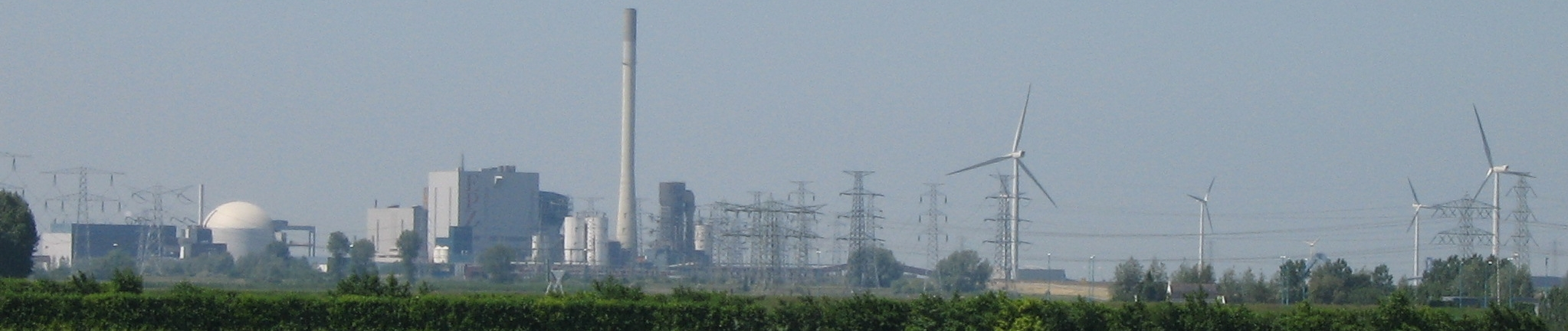
Kernkraftwerk Borssele

| Reaktorblock | Reaktortyp         | Netto- leistung | Brutto- leistung | Baubeginn  | Netzsyn- chronisation | Kommer- zieller Betrieb | Abschal- tung |
| ------------ | ------------------ | --------------- | ---------------- | ---------- | --------------------- | ----------------------- | ------------- |
| Borssele     | Druckwasserreaktor | 482 MW          | 515 MW           | 01.07.1969 | 04.07.1973            | 26.10.1973              |               |